# Préfecture de Kissidougou

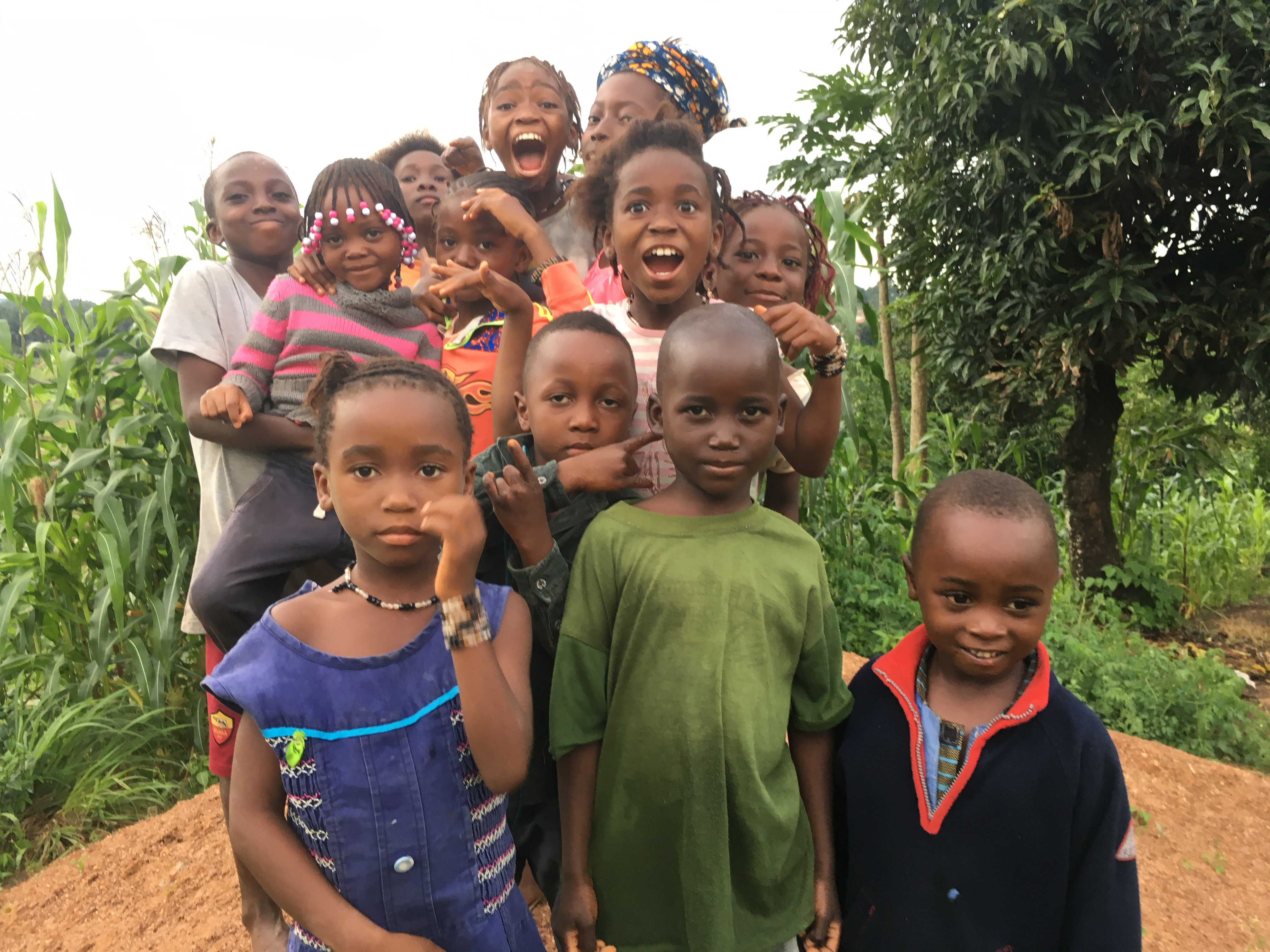

La préfecture de Kissidougou est une subdivision administrative de la région de Faranah, en Guinée. Le chef-lieu est la ville de Kissidougou.

## Subdivision administrative
La préfecture de Kissidougou est subdivisée en treize (13) sous-préfectures: Kissidougou-Centre, Albadaria, Banama, Bardou, Beindou, Fermessadou-Pombo, Firawa, Gbangbadou, Kondiadou, Manfran, Sangardo, Yendé-Millimou et Yombiro.

## Population
En 2016, la préfecture comptait 302 942 habitants.

## Député
| N° | Prénoms et nom         | Debut     | fin              |
| -- | ---------------------- | --------- | ---------------- |
| 01 | Marie-Madeleine Kamano | mars 2020 | 5 septembre 2021 |
|    |                        |           |                  |
|    |                        |           |                  |